# Zeiformes

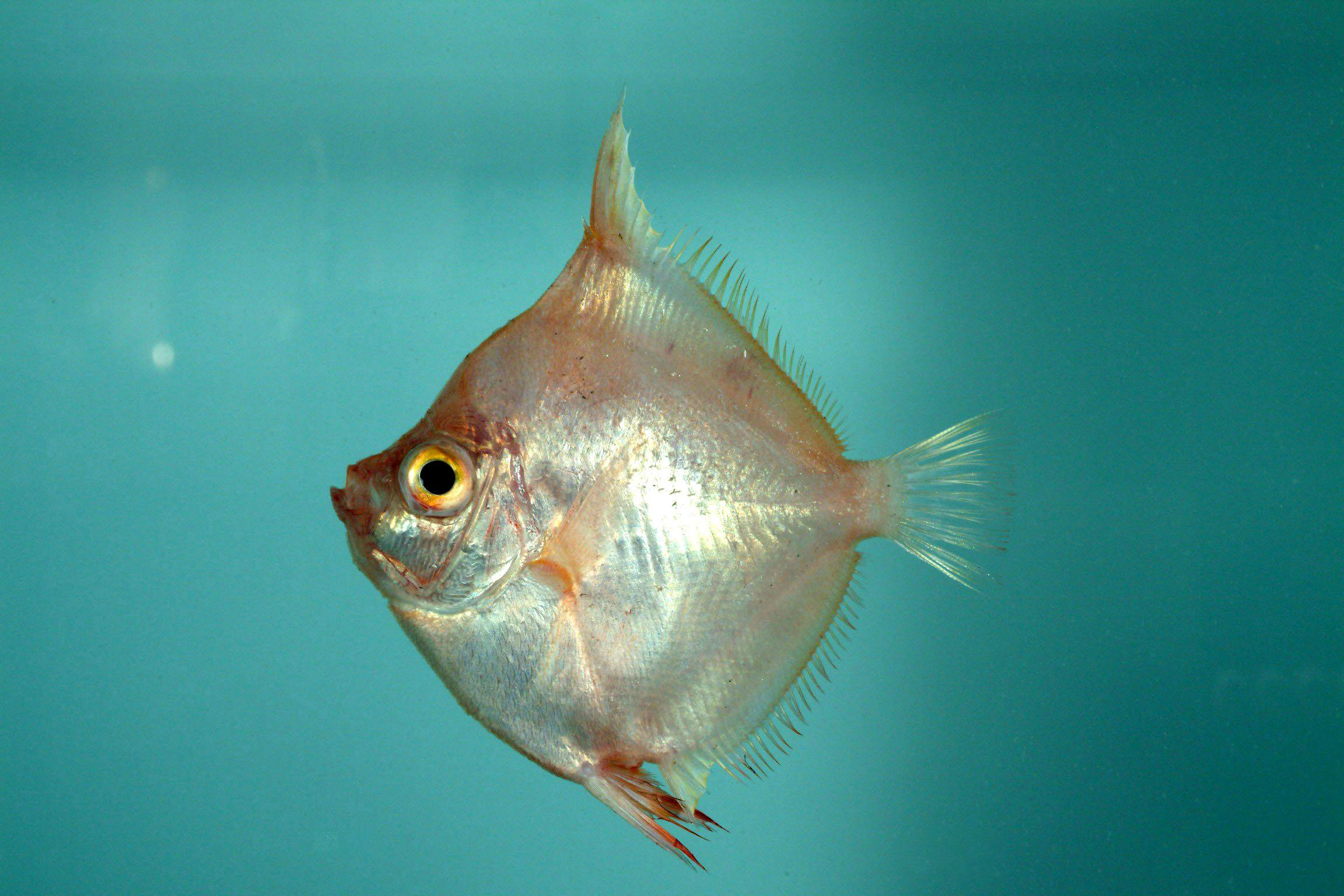
Antigonia capros, (fam. Caproidae)

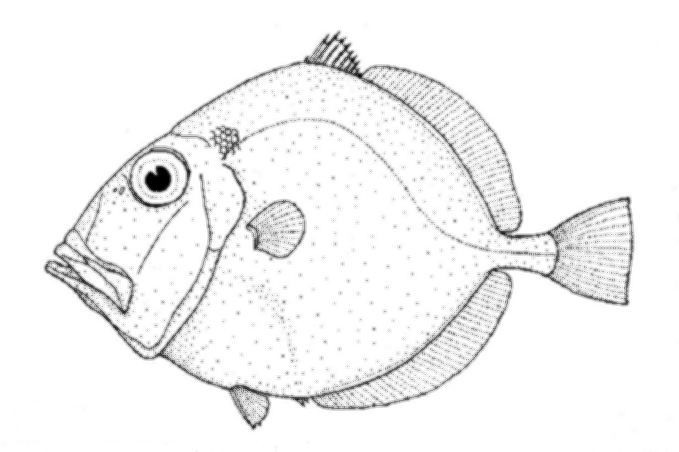
Cyttus traversi, (fam. Cyttidae)

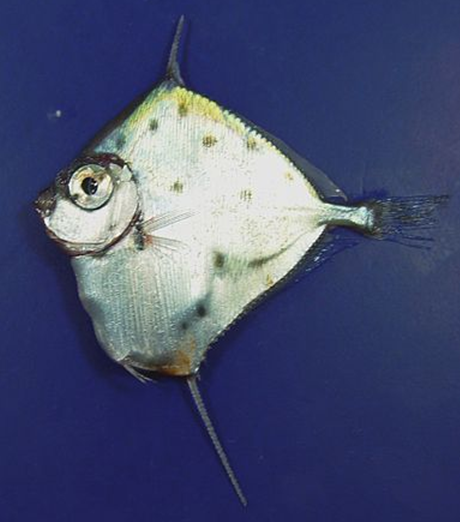
Xenolepidichthys dalgleishi, (fam. Grammicolepididae)

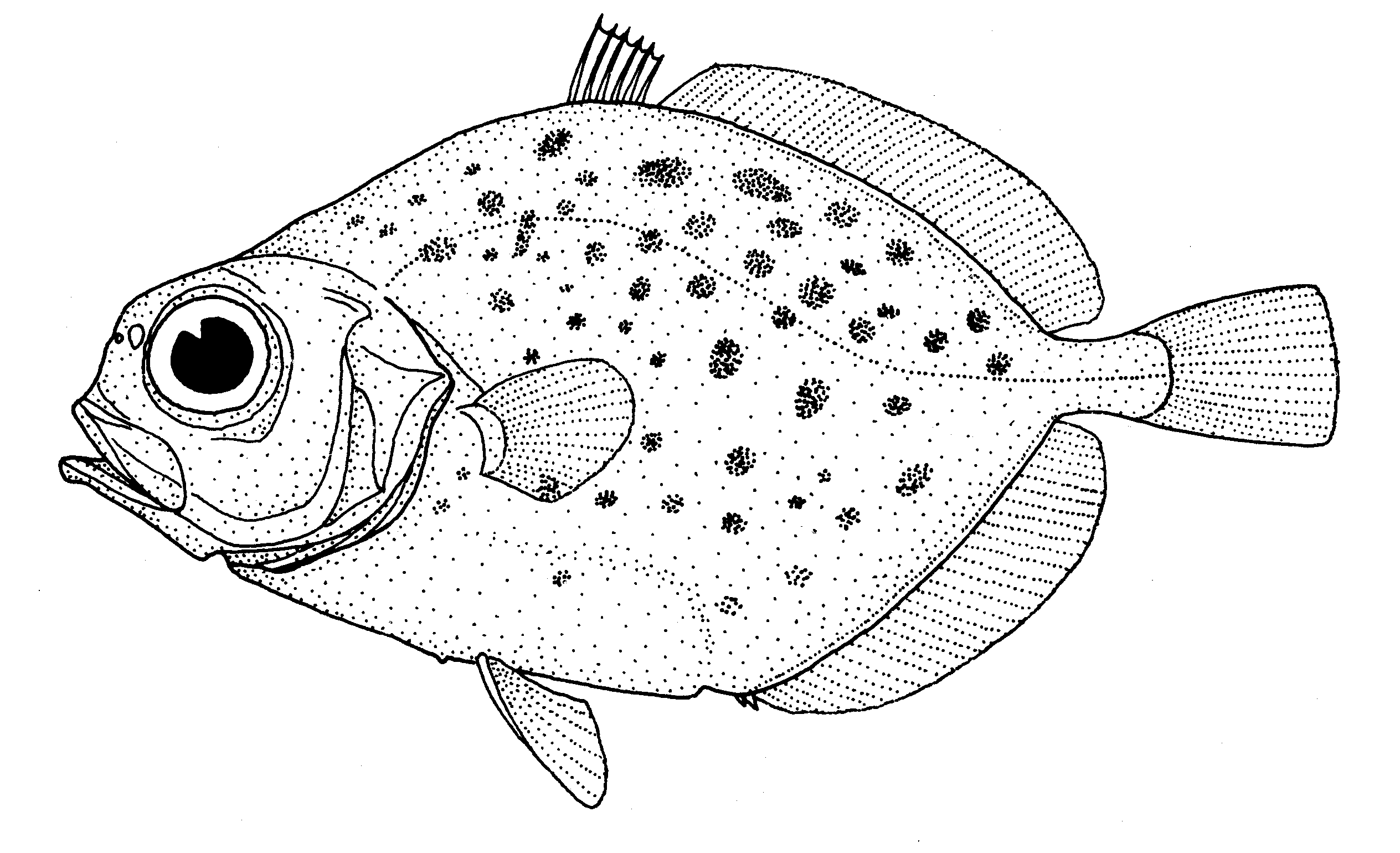
Pseudocyttus maculatus, (fam. Oreosomatidae)

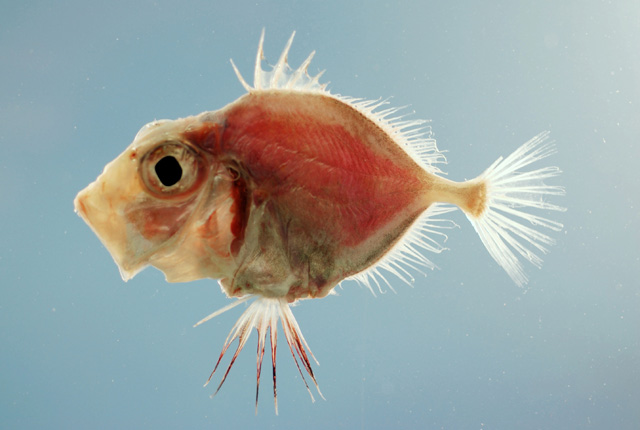
Cyttopsis rosea, (fam. Parazenidae)

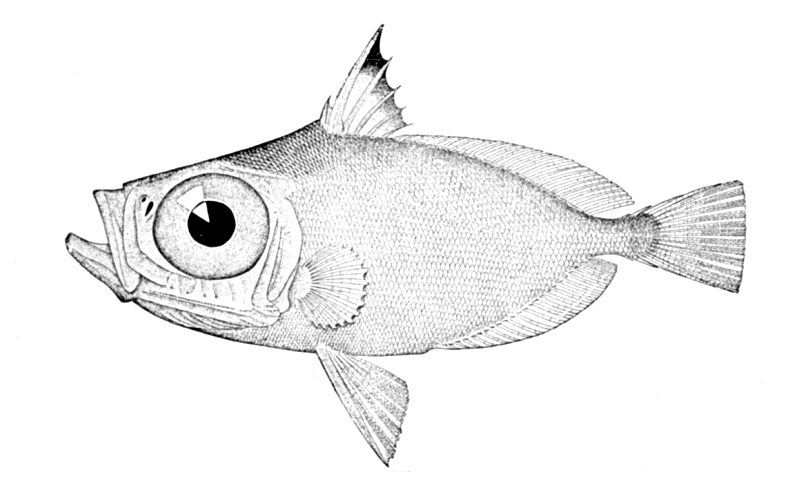
Zenion hololepis, (fam. Zenionidae)

Gli Zeiformes sono un ordine di pesci ossei. A questo ordine appartiene il comune pesce san Pietro.

## Distribuzione e habitat
Gli Zeiformes sono tutti marini e popolano vari ambienti, in gran parte vivono a notevoli profondità.

## Descrizione
Gli Zeiformes sono abbastanza variabili come aspetto e dimensioni. Il carattere che più salta all'occhio è la bocca, che può essere protesa allungandosi a tubo per catturare le prede. Questa capacità deriva dalla semplificazione delle ossa mascellari, con ossa premascellari allungate e ossa sopramascellari assenti. Il corpo è sempre alto e molto compresso lateralmente. Le pinne sono ricche di raggi spinosi, Negli Zeidae i raggi della pinna dorsale possono essere allungati, talvolta in processi filiformi. Piastre ossee spinose possono essere distribuite sul corpo. La vescica natatoria è presente.
Le dimensioni variano da pochi centimetri a un metro.

## Biologia

### Alimentazione
Sono predatori che possono catturare prede da minute come i crostacei dello zooplancton a più grandi come i pesci.

## Pesca
Alcune specie come il pesce San Pietro hanno carni apprezzatissime dai buongustai.

## Famiglie
- Caproidae
- Cyttidae
- Grammicolepididae
- Oreosomatidae
- Parazenidae
- Zeidae
- Zenionidae